# 单杨
单杨（1963年2月13日—），男，汉族，湖南攸县人，华中农业大学毕业，现任湖南省农业科学院党委副书记、院长。学术专攻是食品生物技术，农产品深加工。

## 生平
1963年2月13日，单杨出生在湖南省株洲市攸县。1984年7月从华中农业大学毕业。1986年，政府派遣单杨去西班牙国家研究委员会农业化学与食品技术研究所交流学习。单杨长期在湖南省农业科学院工作，2020年5月升任湖南省农业科学院党委副书记、院长。

## 荣誉
- 2021年11月18日，中国工程院环境与轻纺工程学部院士[3]